# Classe Sri Ayuthia
La classe Sri Ayuthia o classe Dhonburi fu una classe di corazzate costiere della Marina militare thailandese, composta da due unità (Sri Ayuthia e Dhonburi) entrate in servizio nel 1938.
Unità di punta della flotta thailandese durante gli anni della seconda guerra mondiale, la Dhonburi affondò il 17 gennaio 1941 per i danni riportati nella battaglia di Koh Chang contro una squadra navale francese; riportata a galla, l'unità non fu più ripristinata e servì come centro di comando statico fino al 1967 quando fu avviata alla demolizione, salvo la torre di comando e una delle torri d'artiglieria che sono state preservate come memoriale presso l'accademia navale thailandese di Samut Prakan. La Sri Ayuthia fu invece affondata il 30 giugno 1951 davanti Sattahip da attacchi aerei e fuoco dell'artiglieria costiera thailandese durante gli eventi della cosiddetta "ribellione del Manhattan", un fallito tentativo di colpo di Stato condotto da ufficiali della Marina contro il loro stesso governo.
Insieme alla di poco precedente classe Väinämöinen finlandese, la classe Sri Ayuthia rappresenta l'ultimo esempio del genere delle "corazzate costiere".

## Caratteristiche

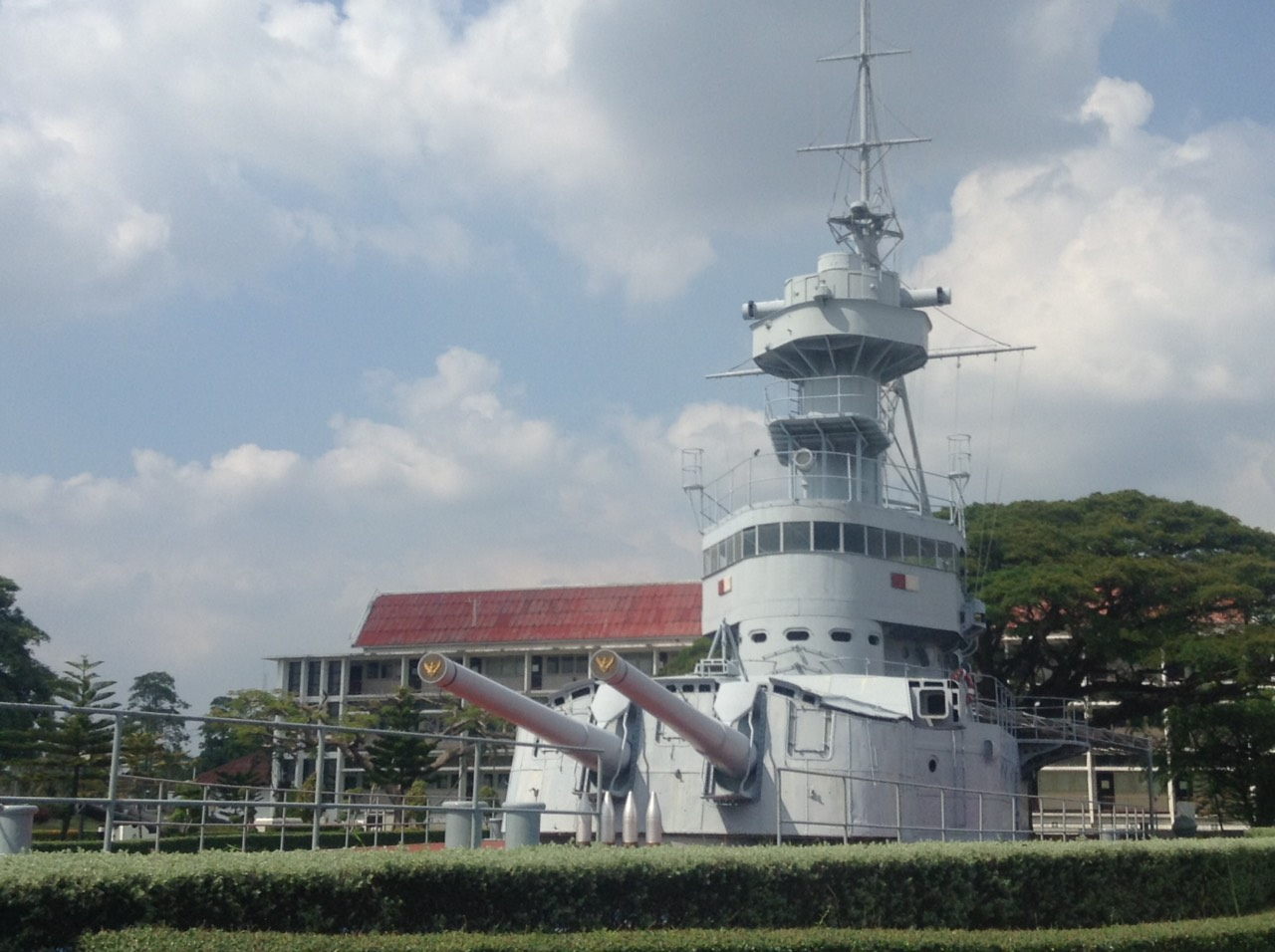
La torre di comando e quella dei cannoni della Dhonburi preservate come memoriale a Samut Prakan

Le Sri Ayuthia rappresentarono il capitolo centrale di un ampio programma di costruzioni navali varato dal Regno del Siam (Regno di Thailandia dal 1939) nel 1935 per un valore complessivo di 18 milioni di baht. Il progetto per le nuove unità, aggiudicato ai cantieri navali della ditta giapponese Kawasaki, prevedeva la realizzazione di un'unità di piccolo dislocamento e adatta a operare nelle acque costiere, ma ben corazzata e dotata di un potente armamento di artiglieria; il ruolo assegnato alle nuove unità sarebbe stato quello all'epoca ricoperto dalle due classe Ratanakosindra, una coppia di cannoniere corazzate realizzate nei cantieri britannici sulla base di un progetto del 1914 ma consegnate al Siam tra il 1925 e il 1930 a causa dell'interruzione dovuta alla prima guerra mondiale, e ormai piuttosto obsolete.
Lo scafo delle Sri Ayuthia era lungo fuori tutto 76,5 metri, per una larghezza massima di 14,4 metri e un pescaggio di 4,17 metri; il dislocamento standard si aggirava sulle 2.015 tonnellate, cifra che saliva a 2.265 tonnellate con la nave a pieno carico. Lo scafo aveva una forma "ondulata", peculiare solo della scuola di costruzione navale giapponese: il ponte di coperta presentava un abbassamento progressivo e regolare a partire da prua fino alla barbetta della torre anteriore, con un successivo sollevamento regolare del telaio a centro nave; il castello di prua si estendeva per circa 3/5 della lunghezza dello scafo, mentre la parte poppiera era completamente piatta. L'equipaggio ammontava a 155 tra ufficiali e marinai.
La propulsione era garantita da una coppia di motori diesel della tedesca MAN, azionanti altrettanti alberi motore. La potenza complessiva si aggirava di progetto sui 5.200 hp (3.900 kW) per una prevista velocità massima di 15,5 nodi, invero non molto elevata; l'autonomia si aggirava sulle 5.800 miglia nautiche alla velocità di crociera di 12 nodi.
L'armamento principale delle Sri Ayuthia era rappresentato da quattro cannoni da 200 mm Type 3 (da 203 mm secondo altre fonti), l'arma standard degli incrociatori pesanti giapponesi del periodo; i pezzi erano alloggiati in due grossi torri binate (simili a quelle installate sugli incrociatori giapponesi classe Myoko) collocate a prua e poppa. Per la difesa antiaerea erano invece disponibili quattro cannoni da 76 mm Type 3 anch'essi di origine giapponese, e quattro cannoni a tiro rapido da 40 mm Type 91 HI (la versione nipponica realizzata su licenza del britannico Vickers-Armstrong QF 2 lb); questi pezzi erano posizionati in installazioni singole intorno alla sovrastruttura centrale. La protezione orizzontale era garantita da una cintura corazzata spessa 63 mm, mentre il ponte era protetto da una blindatura spessa 38mm; le torrette dell'artiglieria, le barbette dei pezzi principali e la torre di comando presentavano invece una blindatura spessa 102 mm.

## Unità
Entrambe le unità furono realizzate nei cantieri navali della Kawasaki di Kōbe.
| Nome        | Impostazione | Varo            | Entrata in servizio | Destino finale |
| ----------- | ------------ | --------------- | ------------------- | --- |
| Sri Ayuthia | 1936         | 31 luglio 1937  | 16 giugno 1938      | affondata da attacchi aerei e dell'artiglieria costiera il 30 giugno 1951 davanti Sattahip durante gli eventi della ribellione del Manhattan |
| Dhonburi    | 1936         | 31 gennaio 1938 | 5 agosto 1938       | affondata il 17 gennaio 1941 per i danni subiti nella battaglia di Koh Chang; recuperata ma non ripristinata, lo scafo fu demolito nel 1967  |